# Artown festival
Artown Festival este un festival cultural de artă urbană organizat anual în Ploiești, Prahova, România, începând din anul 2022. Evenimentul este inițiat de managerul cultural Livia Florea și este organizat de Asociația buchARTest. Scopul declarat al festivalului este revitalizarea spațiului public prin intervenții artistice contemporane, precum picturi murale, instalații, sculpturi și alte forme de artă urbană. Activitățile sunt desfășurate în spații diverse ale orașului, având ca element definitoriu reconversia siturilor post-industriale, precum fabrica UZUC, în hub-uri culturale.

## Istoric și Concept
Artown Festival a fost dezvoltat pe baza unui proiect-pilot desfășurat anterior în București, inițiat de Livia Florea în cadrul programului „Leaders Experience”. Proiectul a urmărit explorarea potențialului artei murale în regenerarea urbană. Începând cu 2022, festivalul este organizat în Ploiești, orașul de origine al fondatoarei.
Organizarea este asigurată de Asociația buchARTest, o organizație neguvernamentală orientată spre proiecte de regenerare urbană prin artă. Festivalul este asociat conceptului de artivism, care combină expresia artistică cu tematici sociale. Fundamentul strategic al festivalului este consolidat și de parcursul academic al fondatoarei, care include o dizertație de masterat despre arta stradală ca instrument de marketing comunitar și studii aprofundate la Centrul de Excelență în Studiul Imaginii, unde a analizat legătura dintre arta murală, spațiul public și mesajele comunitare. 

### Obiective și direcții tematice
Festivalul urmărește facilitarea accesului publicului larg la artă vizuală contemporană și încurajarea participării civice prin mijloace artistice. Proiectele selectate abordează frecvent teme sociale, culturale și ecologice, fiind aliniate cu direcții globale precum obiectivele de dezvoltare durabilă.
O componentă esențială a viziunii artistice este artivismul, prin care festivalul abordează teme de relevanță globală și socială. Încă de la prima ediție, lucrările au fost conectate la obiectivele de dezvoltare durabilă ale Organizației Națiunilor Unite și la problematici precum protecția mediului.
Un element nou este reutilizarea spațiilor post-industriale. Spațiul fabricii UZUC, un complex industrial cu o istorie de 120 de ani, a fost parțial reconfigurat pentru activități culturale și expoziționale în cadrul festivalului, numindu-se „Urban Zone of Unconventional Culture” (Zonă Urbană de Cultură Neconvențională).Totodată, ediții anterioare au inclus intervenții asupra microspațiilor urbane, printre care și remodelarea zonei din spatele fostului Cinemascop.

### Schimbarea formatului: Anuală de Artă Urbană
Începând cu anul 2025, organizatorii au anunțat că festivalul va funcționa sub denumirea Artown NOW – Anuala de Artă Urbană. Această modificare urmărește dezvoltarea unei structuri recurente, cu ediții extinse, și creșterea vizibilității artei urbane în România.

## Ediții
Evoluția festivalului de la an la an:
| Anul | Perioada          | Tema/Concept Principal                                        | Artiști (A-Z) | Note Semnificative                                                                                                |
| 2022 | 5–14 august       | „Sinestezie urbană”                                           | Aku Aalto (FI), Alexandra Lincu, Bogdan Cazacincu, Cuserul, Dmitri Potapov (MD), Gabi pe deal, Greta von Richthofen (DE), Irina Mocanu, Iulia Sandu, Jiims, Keroku, KSELEQOQYNQYSHY, LOST OPTICS, Lucian Sandu Milea, Mateo Sabatino, meri the zu, Mircea Modreanu, Monks (PE), Normski (UA), Otto Constantin, Passtrada, Patrizio Anastasi (IT), Pisica Pătrată, Pulsar Sinaps, Robert OBERT, Tatiana Dumitrana, Wanda Hutira       | Prima ediție; 27 de artiști din 7 țări; focus pe istoria Ploieștiului și sustenabilitate.                         |
| 2023 | 28 iulie–6 august | "Spuneți-vă adevărul” / „Colaborare mai presus de competiție” | Alex Baciu, AnnaOvni & Bona_Berlin, Barto & Mateo Sabatino, Cristina Barrientos & Denis Galocha (Twee Muizen), Dima Kashtalyan & OCU, Irlo & Eea & Taci, KSELE & RO, Med & BAKR, Megan Oldhues & SILOH, Modreanu & Matei Emanuel, Mouse & BILOS, Native Touch & Michael Marushkin, Ohboy & Eladela Furu Loom, Pandele & Tovnyah, Roper & Delia Cîrstea, Sarai & Isabela, Sophie Nicklas & Fabien Karp, SPACEBAR, Tammy Lovin & Wanda | 37 de artiști lucrând grupuri colaborative; 50+ intervenții de street art; extindere spre multiple forme de artă. |
| 2024 | 4–20 octombrie    | „Suprarealism” / „What If? & LET's PLAY”                      | Alex Baciu (RO), Medianeras (ES), Dzmitryi Kashtalyan (PL), Gabriel Pitcher (UK), Katie Green (CA), Mircea Popescu (RO), Pablo Luciano Panza (AR), SADOO (RO), Riccardo Micoli (ES), Theodoro Autops (PT), Time for The Oniric (PT) | Centru cultural la Fabrica UZUC; programul "NextGen Murals"; 17 zile de festival.                                 |
| 2025 | Aug-Oct           | "Genius Loci"                                                 | ~100 de artiști români și internaționali (planificat) | Trecerea la formatul de anuală; apel public pentru spații murale.                                                 |

### 2022: Prima ediție - „Sinestezie urbană”
Prima ediție a Artown Festival s-a desfășurat între 5 și 14 august 2022, sub tema „Sinestezie urbană”. Conceptul a atins atât problemele globale actuale prin intermediul artei, cât și ancorarea lucrărilor în specificul local, făcând referire la istoria, personalitățile (precum I.L. Caragiale și Nichita Stănescu) și legendele Ploieștiului. Un accent important a fost pus și pe sustenabilitate, multe dintre concepte atrăgând atenția asupra obiectivelor de dezvoltare durabilă ale ONU.
În cadrul acestei ediții, 27 de artiști din țăriprecum: România, Italia, Republica Moldova, Finlanda, Ucraina, Peru și Germania, au pictat peste 1.800 de metri pătrați de ziduri, însumând 27 de suprafețe din 18 locații diferite, inclusiv fațade de școli și blocuri de locuințe. Printre artiști s-au numărat Aku Aalto (FI), Alexandra Lincu, Bogdan Cazacincu, Cuserul, Dmitri Potapov (MD), Gabi pe deal, Greta von Richthofen (DE), Irina Mocanu, Iulia Sandu, Jiims, Keroku, KSELEQOQYNQYSHY, LOST OPTICS, Lucian Sandu Milea, Mateo Sabatino, meri the zu, Mircea Modreanu, Monks (PE), Normski (UA), Otto Constantin, Passtrada, Patrizio Anastasi (IT), Pisica Pătrată, Pulsar Sinaps, Robert OBERT, Tatiana Dumitrana, Wanda Hutira. Programul a fost completat de evenimente conexe, precum seri de poezie, spectacole de teatru în aer liber, concerte și ateliere de artă pentru tineri.

### 2023: A doua ediție - „Spuneți-vă adevărul”
A doua ediție s-a desfășurat între 28 iulie și 6 august 2023. Tema a fost „Spuneți-vă adevărul”, însă conceptul director care a ghidat procesul artistic a fost „Colaborare mai presus de competiție”, punând accent pe colaborarea artistică. Participanții au fost organizați în echipe, fiind realizate 19 picturi murale pe o suprafață de 3.000 de metri pătrați și peste 50 de intervenții stradale.
Au fost realizate 19 picturi murale de mari dimensiuni realizate de 37 de artiști din 14 țări, organizați în echipe de creație. Pe lângă acestea, au fost realizate peste 50 de intervenții de artă stradală (stickere, paste-ups, etc.) de către alți 25 de artiști. Printre colaborările notabile s-au numărat  Alex Baciu, AnnaOvni & Bona_Berlin, Barto & Mateo Sabatino, Cristina Barrientos & Denis Galocha (Twee Muizen), Dima Kashtalyan & OCU, Irlo & Eea & Taci, KSELE & RO, Med & BAKR, Megan Oldhues & SILOH, Modreanu & Matei Emanuel, Mouse & BILOS, Native Touch & Michael Marushkin, Ohboy & Eladela Furu Loom, Pandele & Tovnyah, Roper & Delia Cîrstea, Sarai & Isabela, Sophie Nicklas & Fabien Karp, SPACEBAR & comunitatea din Ploiești, Tammy Lovin & Wanda.

### 2024: A treia ediție - „Suprarealism”
A treia ediție, desfășurată pe o perioadă extinsă de 17 zile, între 4 și 20 octombrie 2024, sub tema „Suprarealism" (pentru a marca centenarul mișcării artistice), care îmbina la rândul ei două concepte: „What If?” (Ce-ar fi dacă?) și „LET's PLAY” (Hai să ne jucăm!), un îndemn legat direct de statutul Ploieștiului de „Capitala Tineretului din România” în 2024.. Evenimentele au fost concentrate în zona fostei fabrici UZUC, reconfigurată temporar ca spațiu cultural. Au fost realizate 19 lucrări murale și peste 60 de intervenții de artă urbană.
Această ediție a marcat reabilitarea Fabricii UZUC drept centrul festivalului. Situl industrial a fost regândit sub forma „Urban Zone of Unconventional Culture” și a fost curatoriat ca un complex cultural cu zone distincte: Turnul de Pompieri a găzduit expoziția de fotografie „Butaforie” a lui Cristian Sisea; a fost instalat un pavilion de arhitectură, în colaborare cu Alessandro Rocchini (Italia); iar în total au avut loc peste 60 de evenimente. Peste 50 de artiști din 10 țări au contribuit cu 19 picturi murale și peste 60 de intervenții de street art.
O inițiativă importantă a fost lansarea programului „NextGen Murals”, o platformă pentru muraliștii emergenți, dedicată susținerii și mentorării unei noi generații de artiști muraliști din România.

### Din 2025: Artown NOW
Pentru 2025 este planificată desfășurarea evenimentului sub tema „Genius Loci”.

## Impact
Potrivit organizatorilor, în primele trei ediții ale festivalului au fost realizate peste 70 de picturi murale și peste 100 de alte intervenții artistice. Activitățile festivalului au condus la creșterea vizibilității artei urbane în regiune și la atragerea de parteneri instituționali și privați. Festivalul a fost recunoscut încă de la prima ediție ca fiind cel mai mare eveniment de acest gen din România și a devenit ulterior cel mai relevant din Europa de Sud-Est.
Proiectul include și o componentă educațională, intitulată „NextGen Murals”, destinată sprijinirii artiștilor emergenți. De asemenea, festivalul pune la dispoziția publicului tururi ghidate și hărți pentru localizarea muralelor. 

## Proiecte Asociate

### Expoziția "Exterior Way In"
În mai 2025, la București, a fost organizată expoziția „Exterior Way In”, curatoriată de Oana Barbonie, cu Livia Florea în rol de co-curator, în cadrul căreia au fost prezentate lucrări dezvoltate în edițiile anterioare ale festivalului. Expoziția a avut ca scop analizarea modului în care lucrările de artă urbană pot fi percepute în spații interioare.

## Percepția în comunitate și media
Festivalul Artown a fost în general bine primit în presa locală și națională, fiind apreciat pentru contribuția la revitalizarea vizuală a spațiului urban din Ploiești și pentru implicarea unor artiști naționali și internaționali. Cu toate acestea, au existat și reacții rezervate din partea unor locuitori și reprezentanți ai comunității profesionale, în special în ceea ce privește impactul estetic al intervențiilor asupra peisajului urban. Opiniile critice făcând referire la unele lucrări murale, considerate de unii comentatori ca fiind încărcate sau nepotrivite din punct de vedere stilistic. 